# Etiopienbusktörnskata
Etiopienbusktörnskata (Laniarius aethiopicus) är en fågel i familjen busktörnskator inom ordningen tättingar.

## Utbredning och systematik
Fågeln förekommer från östligaste Sudan till Eritrea, Etiopien nordvästra Somalia och allra nordligaste Kenya.  Den behandlas som monotypisk, det vill säga att den inte delas in i några underarter.

## Status
IUCN kategoriserar arten som livskraftig, som dock även inkluderar tropikbusktörnskata (L. major) i aethiopicus.